# Гаргорис
Гаргорис (на латински: Gargoris) е легендарен цар – основател на древния Тартес.
Юстин пише, че бил начело на куретите, които били най-вероятно един от "морските народи", които мигрирали към южна Испания. За него няма други сведения, освен това, че научил местните да добиват мед. Властната му дъщеря го дарява с внук Хабис, който Гаргорис не приема, но в крайна сметка го признава за съцар.